# Жан-Шарль Шеню
Жан-Шарль Шеню (фр. Jean-Charles Chenu) (30 серпня 1808 — 12 листопада 1879) — французький лікар і натураліст.

## Біографія
Жан-Шарль Шеню почав вивчати медицину в Меці, та Страсбурзі й завершив у Парижі в 1825. Почав військову кар'єру в службах охорони здоров'я. Узяв участь у 1829 в завоюванні Алжиру Францією як військовий хірург. Здобув докторський ступінь у Страсбурзі в 1833. Коли на півдні Франції спалахнула епідемія холери, Шеню зцілює префекта, Габріеля Делессера, з цього починається їхня дружба. Делессер доручає Шеню опіку над своєю колекцією зразків природної історії, зокрема, там було багато молюсків. У 1855 році Шеню був призначений на посаду старшого лікаря 1 класу і бере участь у французькій експедиції в Крим. Вийшов на пенсію в 1868 році. Жан-Шарль Шеню опублікував багато праць з медицини та природознавства.

## Описані таксони
Eupleridae, Coralliophilinae, Cracticinae, Antalis panormum